# Sebt Saiss
Sebt Saiss  (in arabo سبت سايس‎?) è un centro abitato e comune rurale del Marocco situato nella provincia di El Jadida, regione di Casablanca-Settat. Conta una popolazione di 10 488 abitanti (censimento 2014).